# Eleonore d’Olbreuse

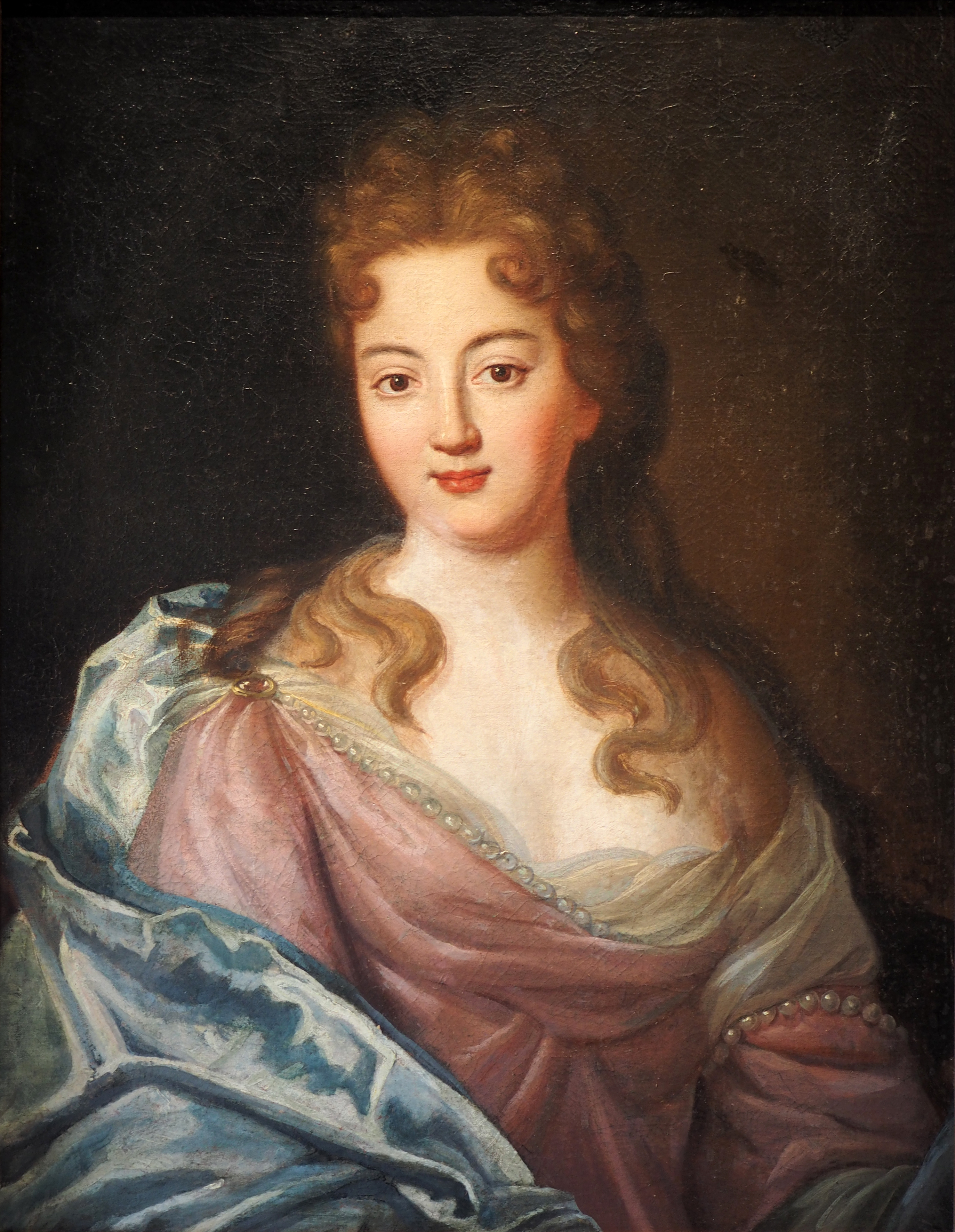
Eleonore d’Olbreuse, Herzogin von Braunschweig-Lüneburg (um 1660)

Eleonore d’Olbreuse, vollständiger französischer Name Éléonore Desmier d’Olbreuse (* 3. Januar 1639 im Schloss von Olbreuse nahe La Rochelle; † 5. Februar 1722 in Celle), war eine Tochter Alexanders II. Desmier, Marquis d’Olbreuse, und der Jacquette geborene Poussard de Vandré. Als Mätresse des Herzogs Georg Wilhelm von Braunschweig-Lüneburg erhielt sie 1665 den Titel Frau von Harburg und wurde nach ihrer morganatischen Eheschließung mit demselben 1674 zur Gräfin von Harburg und Wilhelmsburg erhoben. Nachdem die Heirat als nunmehr ebenbürtig erneut geschlossen worden war, wurde sie ab 1676 zur Herzogin von Braunschweig-Lüneburg-Celle.

## Leben

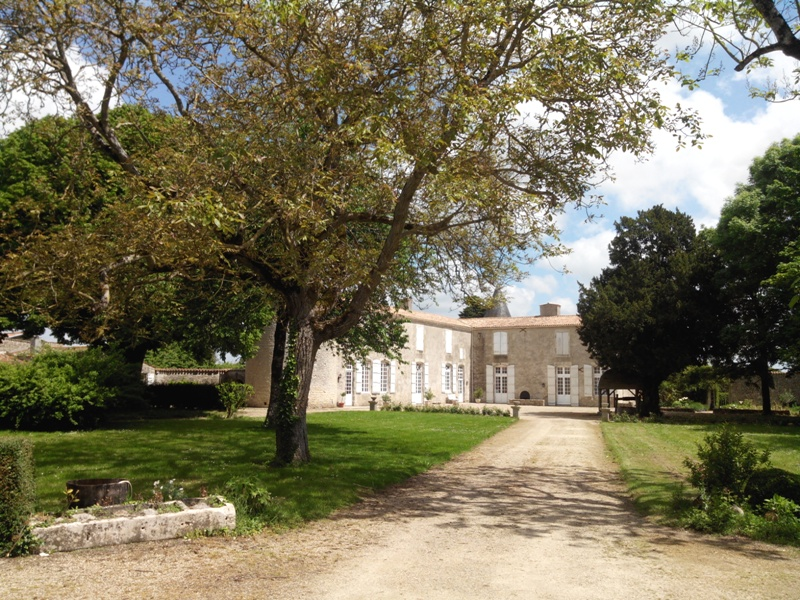
Château d'Olbreuse bei Usseau

Eleonore stammte aus einer Hugenotten-Familie von altem, aber niederem französischem Adel aus dem Poitou. Ihr Vater war Alexandre Desmier d’Olbreuse (1608–1660), die Mutter Jacquette Poussard du Bas-Vandré. Ihr Vater besaß das Landgut Château d'Olbreuse bei Usseau, wo sie vermutlich geboren wurde.
Im Jahr 1661 kam sie an den Pariser Hof, als Ehrendame von Marie de la Tour d’Auvergne, Herzogin von Thouars, deren Sohn Henri Charles 1648 Emilie von Hessen-Kassel heiratete. Im Winter 1664 besuchte Emilie ihre Verwandtschaft in Kassel, wobei sie von Eleonore begleitet wurde. Diese wurde wegen ihrer Schönheit von vielen Männern hofiert. Sie begegnete dort dem Herzog Georg Wilhelm von Braunschweig-Lüneburg. Sogleich wurde sie 1664 seine Mätresse. Um ihr nahe zu sein, folgte Georg Wilhelm ihr und der Herzogin Emilie in die Niederlande.
Im Rahmen eines sogenannten „Brauttausches“ hatte Georg Wilhelm 1658 seinen Eheverzicht erklärt und die Erbfolge auf seinen Bruder Ernst August übertragen, da dieser die zuvor mit Georg Wilhelm verlobte Sophie von der Pfalz geheiratet hatte. Daher war ihm nur eine morganatische Ehe möglich. Entgegen seinem Eheverzichtsversprechen heiratete Georg Wilhelm Ende April 1674 Eleonore d’Olbreuse in morganatischer Ehe, also „zur linken Hand“. Eleonore wurde zunächst zur „Frau von Harburg“ erhoben. Dies war für seinen Bruder Ernst August zunächst kein Problem, da etwaige Kinder aus einer solchen Ehe reichsrechtlich nicht lehnsfähig für die vom Kaiser ausgehenden reichsfürstlichen Landeslehen waren und damit Ernst Augusts Nachfolge im Fürstentum Lüneburg nicht gefährdet war, was vom Kaiser und den Lüneburger Ständen bestätigt wurde. Sophie schilderte in ihren Memoiren ihre Schwägerin Eleonore d’Olbreuse wie folgt: „Man hatte mir die d'Olbreuse als eine sehr mutwillige Person geschildert, sie schlüge den einen und stäche den anderen... Aber ich fand sie ganz anders, als man sie mir geschildert hatte. Sie gab sich ernst, ihr Benehmen war gemessen, sie sprach wenig und in angenehmer Weise; ihr Gesicht war sehr hübsch, ihre Figur schlank und ich fand sie liebenswürdig.“
1666 gebar Eleonore das einzige Kind der Verbindung, Sophie Dorothea. Die stolze und ehrgeizige Eleonore drängte ihren Mann jedoch, ihre reichsrechtliche Anerkennung „als ebenbürtig“ zu erwirken, zumal sie von der Celler Regierung unter Leitung des Kanzlers Johann Helwig Sinold genannt Schütz faktisch bereits wie eine Herzogin behandelt wurde. Eleonore und ihre Tochter wurden daher 1674 auf Antrag Georg Wilhelms durch einen Gnadenakt des Kaisers Leopold I. zu „Gräfinnen von Harburg und Wilhelmsburg“ erhoben. Dazu wurde eigens für sie die Allodialherrschaft Harburg-Wilhelmsburg geschaffen. Das Harburger Schloss war eine alte welfische Grenzfestung an der Elbe, der heutige Hamburger Stadtteil Wilhelmsburg eine nach ihm benannte Neugründung Georg Wilhelms auf drei benachbarten Elbinseln, die er erworben hatte.

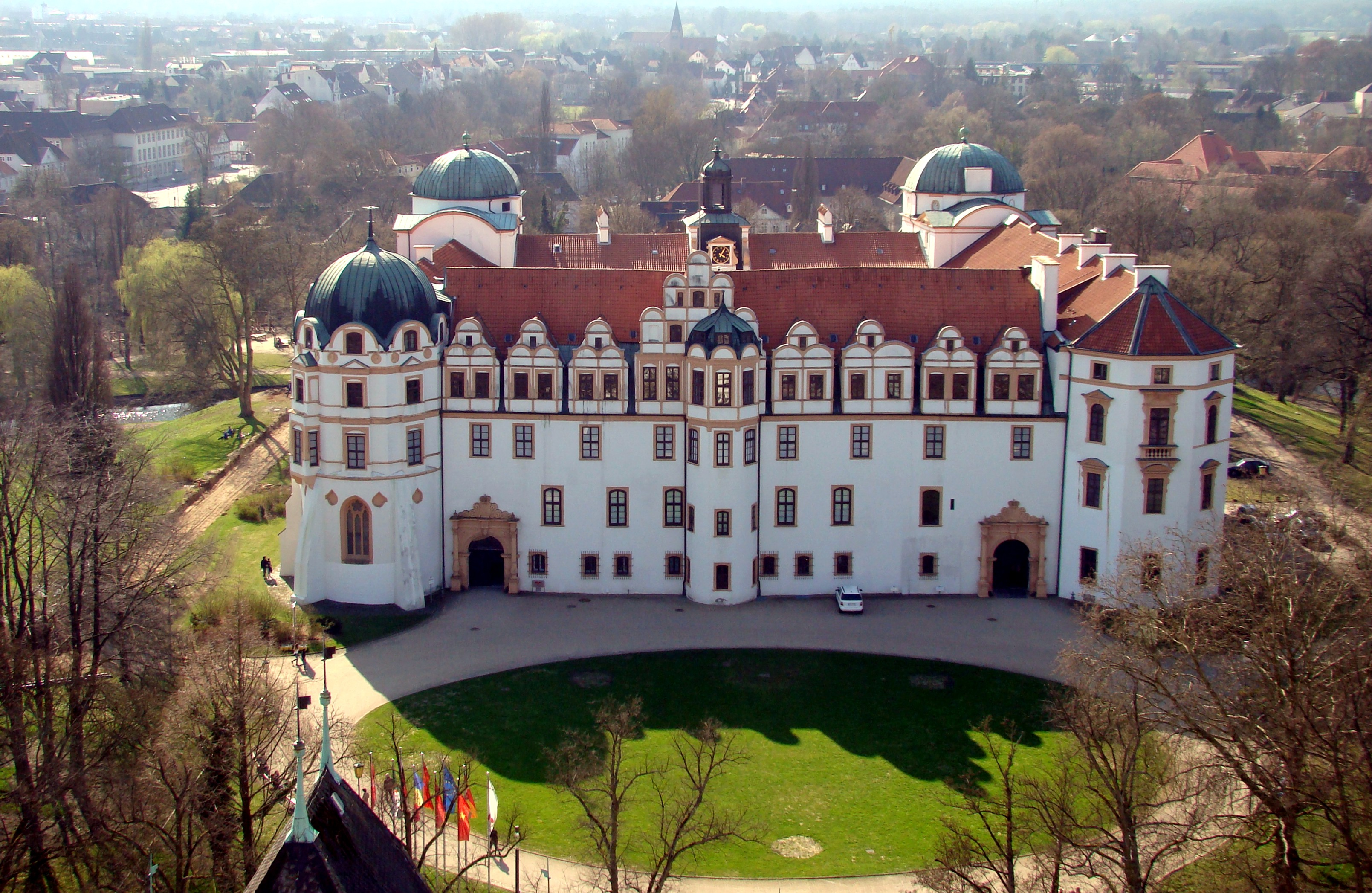
Das Celler Schloss, Wohnsitz des Herzogspaares

Zwei Jahre später, 1676, fand die erneute offizielle Vermählung Eleonores mit Georg Wilhelm statt, wodurch die nunmehr ebenbürtige Reichsgräfin Eleonore und ihre Tochter Sophie Dorothea zu Herzoginnen aufstiegen. Georg Wilhelm verpflichtete sich in einem Ehevertrag, Eleonore sein gesamtes Privatvermögen zu vererben und für ihren verarmten Vater standesgemäß zu sorgen. Dieser zweiten Trauung blieben Ernst August und Sophie demonstrativ fern; sie lebten nun jahrelang in der Furcht, Eleonore würde noch einen Sohn gebären, der ihrem eigenen ältesten Sohn Georg Ludwig das Celle-Lüneburger Erbe abspenstig machen könnte, obgleich Georg Wilhelm ihm dieses zugesichert hatte. Da Ernst August das Hochstift Osnabrück nur als gewählter Fürstbischof regierte und das Fürstentum Calenberg seinem älteren Bruder Johann Friedrich gehörte, befürchtete Ernst August, im Falle seines Todes könnten seine Kinder unversorgt zurückbleiben. Auch bestand die Gefahr, dass Sophie Dorothea in Zukunft durch eine Eheschließung Erbansprüche ihres Mannes bzw. ihrer künftigen Kinder bewirken könnte. Das Verhältnis zwischen den Brüdern und Schwägerinnen war fortan jahrelang gespannt.
Die Ehe Eleonores mit Georg Wilhelm verlief nahezu bürgerlich und war sehr glücklich. Eleonore ersehnte die Geburt eines Sohnes und hatte noch drei Fehlgeburten, gebar aber keine weiteren Kinder mehr. Da sie in den ersten Ehejahren keine offiziellen Verpflichtungen hatte, konnte sie sich mehr als andere Damen ihres Standes um ihre Tochter kümmern, die ihr sehr ähnlich war.

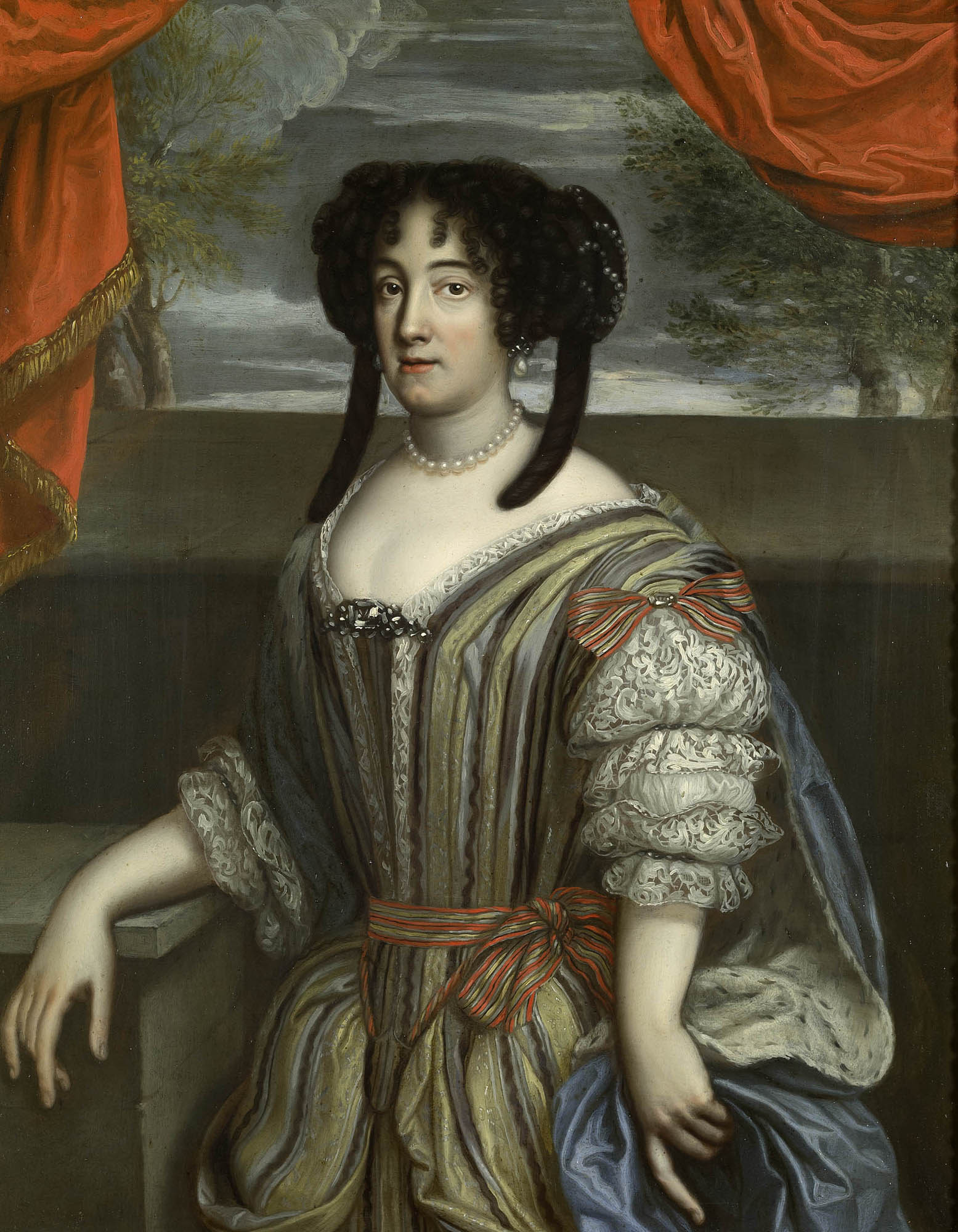
Eleonore um 1658

Eleonore gründete eine reformierte Gemeinde in Celle und unterhielt sie aus eigenen Mitteln. Ihre ältere Schwester Angélique († 1688) heiratete 1678 Heinrich V. von Reuß-Untergreiz. Die jüngere Schwester Marie wurde Ehefrau Oliviers von Beaulieu-Marconnay (1660–1751) aus der hugenottischen Familie Beaulieu-Marconnay, der das kurhannoverische Erb-Hofamt des Oberjägermeisters innehatte. Ihr Bruder Alexandre Desmier d'Olbreuse, verheiratet mit einer Urenkelin von Agrippa d’Aubigné, lebte auf dem Gut Olbreuse im Poitou und gewährte dort mit Beginn der erneuten Hugenottenverfolgung 1685 durch das Edikt von Fontainebleau verschiedenen Hugenotten Unterschlupf, weshalb sein Besitz 1702 durch Ludwig XIV. beschlagnahmt wurde. 1707 wurde die Beschlagnahme aufgehoben und das Gut an Eleonore als mittlerweile allein verbliebene Erbin zurückgegeben. (Nach Eleonores Tod fiel das Gut an ihre Tochter, nach deren Tod 1726 an die beiden Enkel Georg August und Sophie Dorothea, die es 1727 der mit den d'Olbreuse verwandten Familie Prévot de Gagemont schenkten, was 1729 Ludwig XV. bestätigte.)

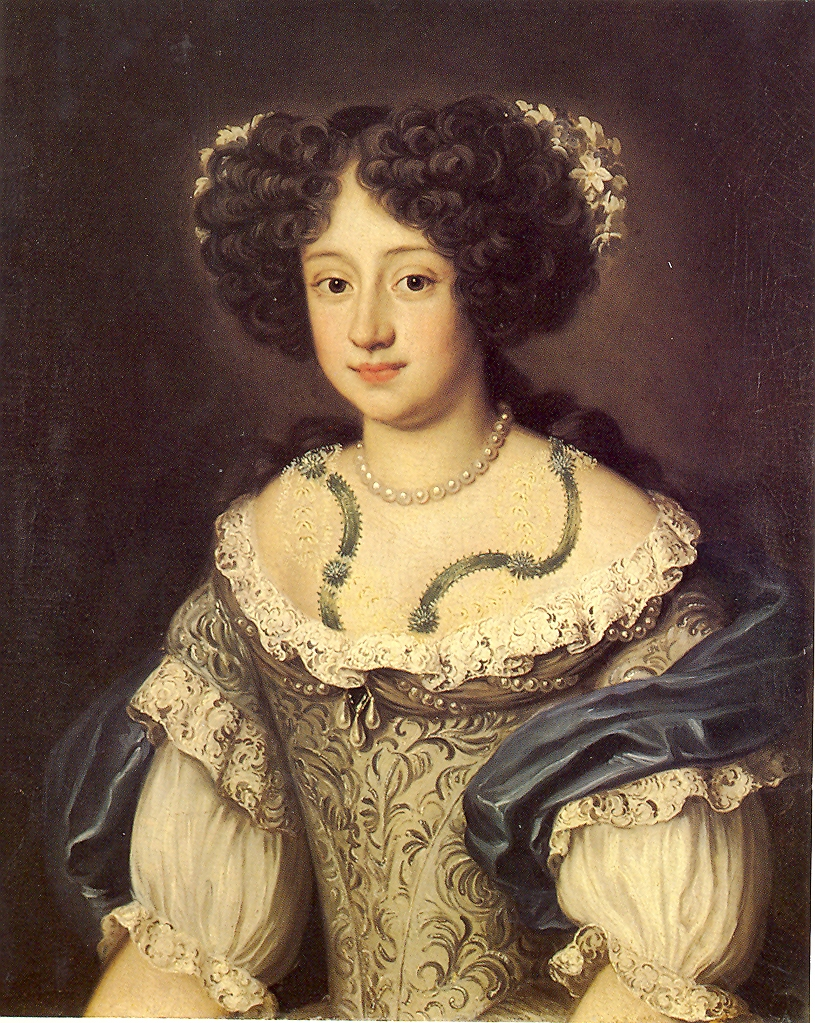
Eleonores einziges Kind, Sophie Dorothea

Nachdem Georg Wilhelms Bruder Ernst August 1679 das Fürstentum Calenberg zugefallen war, wurde Eleonores Tochter Sophie Dorothea 1682 mit Ernst Augusts Sohn Georg Ludwig vermählt, um dessen Erbansprüche auf das Fürstentum Lüneburg abzusichern, denn um ihre Hand hielt unter anderem auch der Vetter August Friedrich von Braunschweig-Wolfenbüttel an. Ernst August strebte die Kurfürstenwürde an und wollte daher die Vereinigung der beiden Fürstentümer absichern; 1692 gelang ihm diese Erhebung und „Kurhannover“ entstand. Sophie Dorothea selbst (sowie die beiden Mütter) fügten sich der Heirat nur widerwillig. Den katastrophalen Verlauf dieser Ehe, die Scheidung und die Inhaftierung ihrer Tochter in Ahlden erlebte Eleonore noch. Sie war über Jahre die einzige Stütze ihrer Tochter, die ihre Kinder Georg August und Sophie Dorothea nie wieder sah; doch konnte sie ihre Freilassung nicht mehr erwirken.
Eleonores Enkelin Sophie Dorothea von Hannover (1687–1757) heiratete 1706 auf Vermittlung ihrer väterlichen Großmutter, der Kurfürstin Sophie, den „Soldatenkönig“ Friedrich Wilhelm I. von Preußen. Dadurch wurde Eleonore Urgroßmutter des Sohnes aus dieser Verbindung, Friedrichs II. von Preußen.

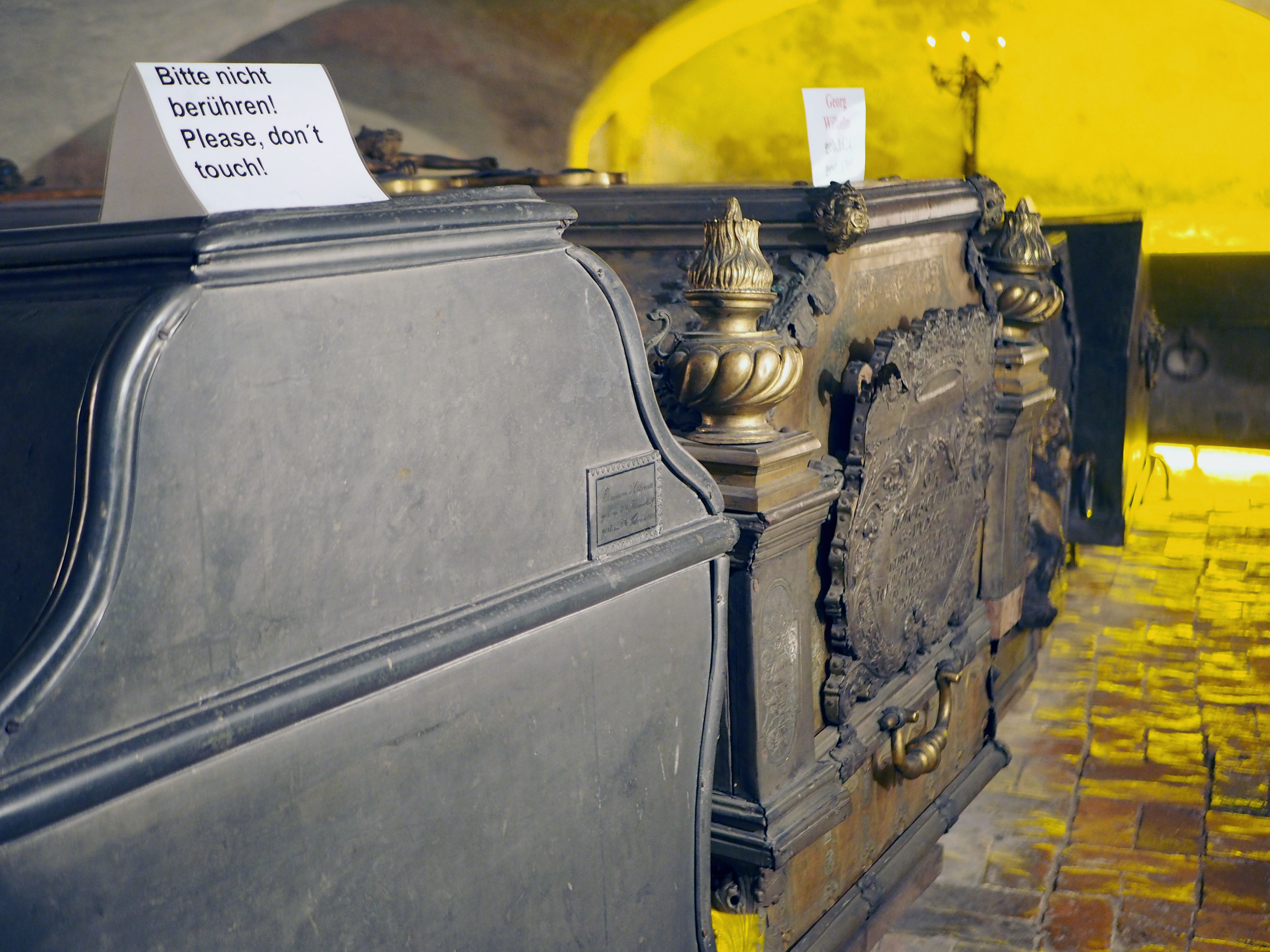
Die Särge von Herzogin Eleonore d’Olbreuse und Fürst Georg Wilhelm in der Fürstengruft der Stadtkirche St. Marien, Celle

Nach dem Tod ihres Mannes im Jahr 1705 bezog sie das Lüneburger Schloss als Witwensitz, welches Georg Wilhelm zu diesem Zweck hatte errichten lassen. Ihre letzten Lebensjahre verbrachte Eleonore damit, sich um ihre Tochter zu kümmern und erfolglos deren Freilassung zu betreiben. Sie wandte sich sogar an König Ludwig XIV., der sie ja samt ihrer hugenottischen Familie einst aus Frankreich vertrieben hatte, aber als Schwager von Kurfürstin Sophies Nichte Liselotte von der Pfalz familiär involviert war. Dieser war nicht abgeneigt, sie und ihre Tochter aufzunehmen, doch die Bedingung, zum Katholizismus zu konvertieren, wollte Eleonore nicht erfüllen. Sophie Dorothea selbst ersuchte vergeblich ein letztes Mal ihren geschiedenen Gatten, der 1714 als Georg I. britischer König geworden war, dass er sie aus Ahlden entlasse und ihr erlaube, völlig zurückgezogen bei ihrer Mutter zu leben. Doch blieb sie in Ahlden inhaftiert bis an ihr Lebensende 1726, vier Jahre nach dem Tod ihrer Mutter.
Eleonore starb 1722 und wurde in der Fürstengruft in der Stadtkirche St. Marien in Celle beigesetzt.